# Rogownik (zawód)

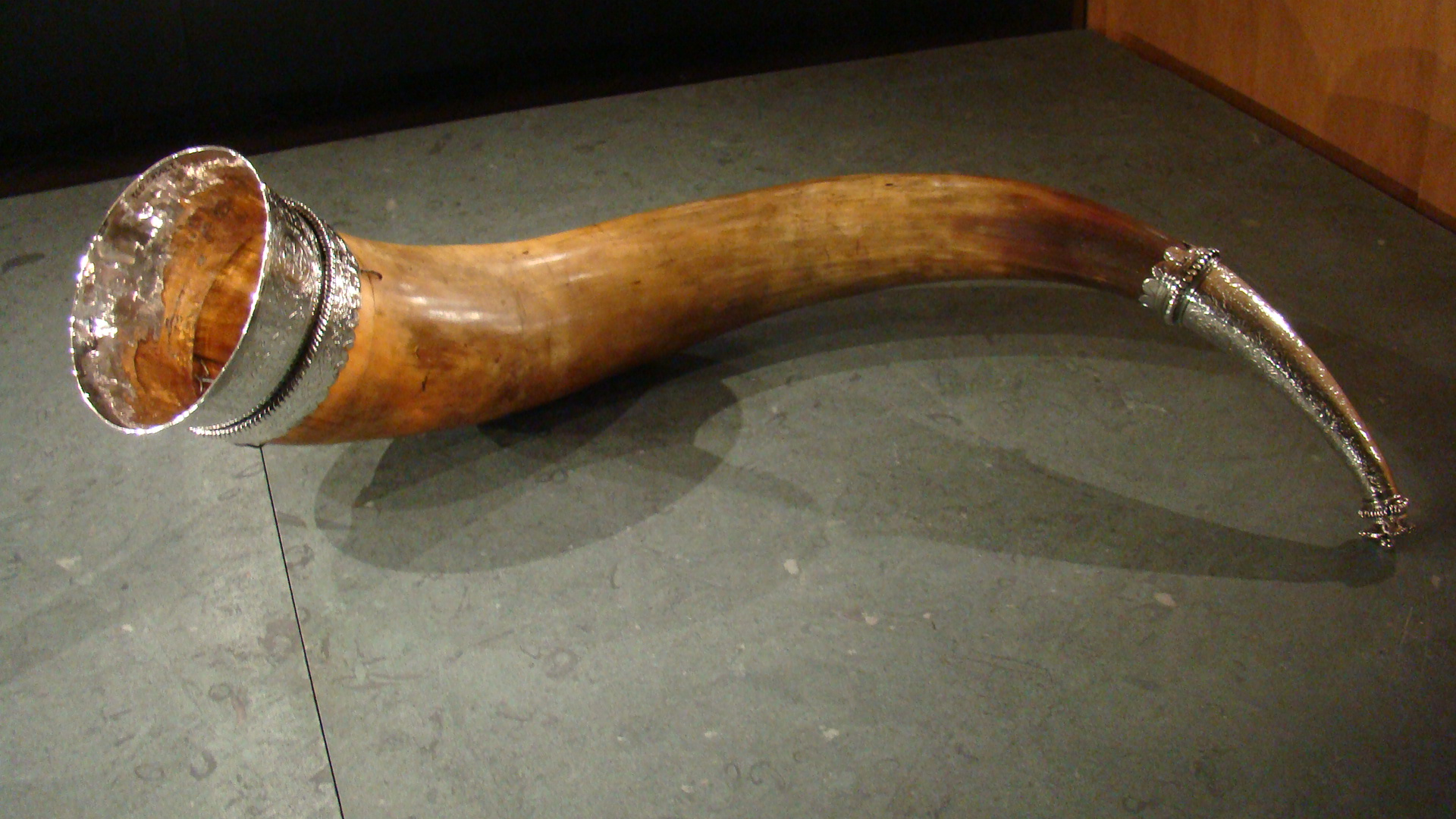
Róg do picia

Rogownik – rzemieślnik, zajmujący się rogownictwem.
Rogownicy (znani także jako rogodzieje, czy rzadziej rogowiarze) zajmowali się wykonywaniem rogów do picia oraz rogów do grania. Często do grupy tych wyrobów zalicza się także kubki i kufle z rogu. Przedmioty te powstawały z wykorzystaniem pochew rogowych, czyli stwardniałych wytworów naskórka (nazywanych rogiem) pokrywających możdżenie, czyli kostne wyrostki na czaszce większości przeżuwaczy (np. krowy, kozy).